# Ocyceros
Ocyceros – rodzaj ptaków z rodziny dzioborożców (Bucerotidae).

## Zasięg występowania
Rodzaj obejmuje gatunki występujące w Azji Południowej.

## Morfologia
Długość ciała 45–50 cm; masa ciała samców 238–375 g.

## Systematyka

### Etymologia
- Gingala: nazwa oparta na „Calao Gingala” Levaillanta (1801) i epitecie gatunkowym Buceros gingala Wilkes, 1808[a]; fr. Singala „Cejlon/Sri Lanka”, od sanskryckiego Singhala „Cejlon/Sri Lanka”[5].
- Ocyceros: gr. οξυκερως oxukerōs „z zaostrzonymi rogami”, od οξυς oxus „ostry, spiczasty”; κερας keras, κερως kerōs „róg”[6].

### Podział systematyczny
Do rodzaju należą następujące gatunki:
- Ocyceros birostris (Scopoli, 1786) – dzioborożec indyjski
- Ocyceros griseus (Latham, 1790) – dzioborożec szary
- Ocyceros gingalensis (Shaw, 1811) – dzioborożec cejloński